# 诺芒维尔
诺芒维尔（法語：Normanville，法語發音：[nɔʁmɑ̃vil]）是法国厄尔省的一个市镇，位于该省中部偏东，属于埃夫勒区。

## 地理
诺芒维尔（49°4'47"N, 1°9'35"E）面积9.14 平方千米，位于法国诺曼底大区厄尔省，该省份为法国北部内陆省份，北起滨海塞纳省，西接奧恩省和卡爾瓦多斯省，南至厄尔-卢瓦省，东临瓦兹省、瓦兹河谷省和伊夫林省。
与诺芒维尔接壤的市镇（或旧市镇、城区）包括：阿维龙、勒布莱莫兰、埃马勒维尔、格拉维尼、勒伊。
诺芒维尔的时区为UTC+01:00、UTC+02:00（夏令时）。

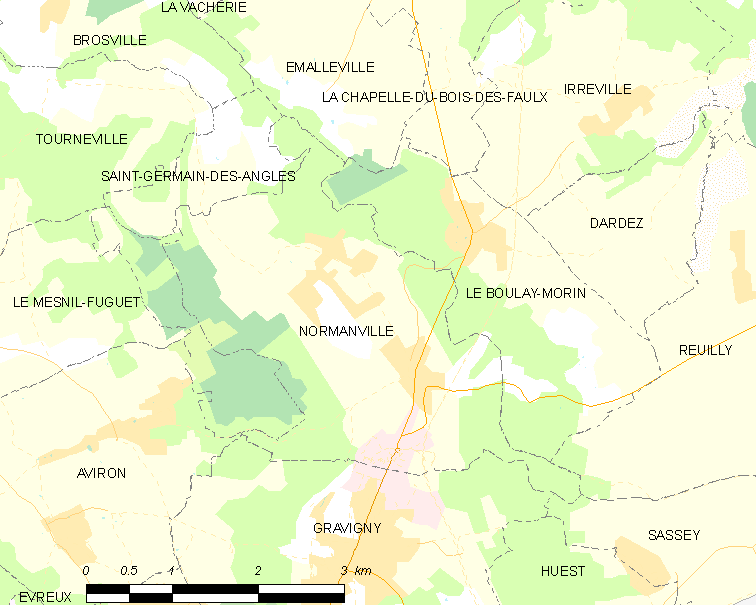
诺芒维尔的OSM定位图

## 行政
诺芒维尔的邮政编码为27930，INSEE市镇编码为27439。

## 政治
诺芒维尔所属的省级选区为埃夫勒第二县。

## 人口

1962-2008年间诺芒维尔人口变化图示

诺芒维尔于2022年1月1日时的人口数量为1164人。